# Wielichowo
Wielichowo è un comune urbano-rurale polacco del distretto di Grodzisk Wielkopolski, nel voivodato della Grande Polonia.
Ricopre una superficie di 107,43 km² e nel 2004 contava 6 884 abitanti.